# جامعة أبين
جامعة أبين هي جامعة حكومية تقع رئاستها في مدينة زنجبار عاصمة محافظة أبين جنوب شرق الجمهورية اليمنية. أُنشأت الجامعة بالقرار الجمهوري رقم (119) لسنة 2008م بشأن إنشاء جامعات (لحج، أبين، الضالع، حجة، البيضاء) والقرار الجمهوري رقم (3) لسنة 2018م بشأن تعيين رئيساً ونواباً للجامعة.

## النشأة والكليات
قبل إنشاء الجامعة كانت بمحافظة أبين كليتان تتبعان جامعة عدن هما:
1. كلية التربية زنجبار التي أُنشئت في العام 1979م.[3]
2. كلية التربية لودر التي أُنشئت في العام 1998م.[4]

ضُمت الكليتان إلى الجامعة الجديدة واستحدثت ثلاث كليات جديدة هي:
1. كلية الشريعة والقانون، أُنشئت بقرار رئيس الجامعة رقم (2) لعام 2018م.[5]
2. كلية الحاسوب وتقنية المعلومات، أُنشئت بقرار رئيس الجامعة رقم (3) لعام 2018م.[6]
3. كلية العلوم الإدارية، أُنشئت بقرار رئيس الجامعة رقم (37) لعام 2020م.[7]

## المراكز
بالإضافة إلى الكليات الخمس يتبع الجامعة أربعة مراكز هي:
1. مركز التدريب والتعليم المستمر والتطور الأكاديمي.[8]
2. مركز البيئة والعلوم البحرية.[9]
3. مركز المرأة للدراسات والتدريب.[2]
4. مركز جامعة أبين لتوثيق التراث الشعبي ونشره.[2]

## المنشورات
تُصدر الجامعة مجلة جامعة أبين للعلوم التطبيقية والإنسانية وهي مجلة نصف سنوية مُحكَّمة في مجال العلوم التطبيقية والإنسانية.